# Гарано Алто (Терамо)
Гарано Алто (итал. Garrano Alto) је насеље у Италији у округу Терамо, региону Абруцо.
Према процени из 2011. у насељу је живело 15 становника. Насеље се налази на надморској висини од 565 м.